# Mario Lammel
Mario Lammel (* 31. Dezember 1956) ist ein ehemaliger deutscher Fußballspieler. In der höchsten Spielklasse des DDR-Fußballs, der Oberliga, spielte er für die BSG Wismut Aue.

## Sportliche Laufbahn
Der Defensivakteur gehörte seit 1970 der Fußballsektion der Betriebssportgemeinschaft der SDAG Wismut im sächsischen Aue an. Erstmals trat Lammel im überregionalen Männerfußball der DDR Mitte der 1970er-Jahre in Erscheinung, als er für die Zweitvertretung der BSG Wismut Aue in der zweitklassigen Liga auflief. In der Saison 1975/76, an deren Ende die 2. Mannschaften der Oberligaclubs- und gemeinschaften aus der Liga herausgelöst wurden, belegte die Wismut-Reserve in Staffel D den 5. Rang.
Im Übergang zu den 1980er-Jahren gelang dem Diplom-Sportlehrer zeitweise der Sprung aus der Nachwuchsoberligamannschaft ins Erstligakollektiv der Veilchen. In der Spielzeit 1979/80 wurde der 1,83 Meter große Abwehrspieler in zwei Oberligapartien aufgeboten. Sein Debüt gab er am vorletzten Spieltag bei der 0:4-Auswärtsniederlage gegen die BSG Stahl Riesa. Gut 20 Minuten vor Spielschluss wechselte ihn Trainer Manfred Fuchs am 3. Mai 1980 für Thomas Teubner ein. 1980/81, vor der Saison auch offiziell als Zugang aus dem Nachwuchsoberligateam im Auer Kader für das ostdeutsche Oberhaus aufgenommen, gelang Lammel in neun Einsätzen ein Treffer. Sein einziges Oberligator erzielte er beim 2:2-Auswärtsremis gegen Stahl Riesa am 7. Spieltag. Zu diesen insgesamt elf Erstligamatches kamen im weiteren Verlauf seiner aktiven Laufbahn keine weiteren hinzu.
Nach der Einberufung zur Nationalen Volksarmee spielte Ende 1980 Lammel wieder in der Liga. Mit der ASG Vorwärts Kamenz belegte er 1980/81 in Staffel D den 6. Platz. In der folgenden Saison wurde die Kamenzer Armeeelf, für die Lammel alle 22 Partien bestritt, Achter in dieser Spielklasse. Im Sommer 1982 vermeldete das Saisonvorschauheft von Sportecho und fuwo seine Rückkehr in die Nachwuchsoberligaelf von Wismut Aue. Ab März 1983 tauchte der bisherige Wismut-Kicker in den Aufstellungen des Zweitligisten BSG Chemie Buna Schkopau auf. Für die Elf des Trägerbetriebs VEB Chemische Werke Buna absolvierte er bis zum Ende der Spielzeit 1986/87 88 Punktspiele in der Liga, in denen er zwei Tore schoss.

## Weiterer Werdegang
Nach der sportlichen Laufbahn wirkte Lammel bei Wismut beziehungsweise dem Nachfolgeverein FC Erzgebirge Aue als Nachwuchstrainer. Zusätzlich zu seinem 1980 abgeschlossenen Sportlehrerstudium setzte er an der Leipziger Deutschen Hochschule für Körperkultur seine akademische Laufbahn mit einer Außerordentlichen Aspirantur in der Sportwissenschaft zwischen 1984 und 1989 fort.